# آلیونا آلیونا
آلیونا آلیونا (به انگلیسی: Alyona Alyona) با نام کامل آلیونا اولهیونا ساوراننکو (به انگلیسی: Aliona Olehivna Savranenko)(زاده ۱۴ ژوئن ۱۹۹۱) خواننده، رپر و ترانه‌سرا اوکراینی است.
اوبه همراه جری هیل نماینده اوکراین در یوروویژن ۲۰۲۴ بود.